# Discografia de Girls Aloud
A discografia de Girls Aloud consiste de cinco álbuns de estúdio, duas coletâneas com seus maiores sucessos, um álbum apenas com remixes, um álbum ao vivo, 23 singles e 31 lados b pela gravadora Polydor Records e sua sub-gravadora Fascination Records.
A girl group pop inglesa-irlandesa Girls Aloud, foram formadas em novembro de 2002 após vencerem o show de talentos "Popstars: The Rivals". No mês seguinte, elas lançaram seu single de estréia, "Sound of the Underground", que chegou ao topo das paradas na Irlanda e no Reino Unido. O álbum de estréia do grupo, Sound of the Underground foi lançado em maio de 2003, e recebeu rapidamente a certificação de platina. O seu segundo álbum, What Will the Neighbours Say? foi lançado em novembro de 2004. O álbum lançou quatro singles que alcançaram o top 5 britânico, incluindo um single em primeiro lugar, "I'll Stand by You". Chemistry, seu terceiro álbum, foi lançado em dezembro de 2005, recebendo a certificação de platina no Reino Unido. Em outubro de 2006, o grupo lançou The Sound of Girls Aloud, uma coletânea com seus maiores sucessos. O álbum estreou em primeiro lugar e lançou dois singles no top 5. As Girls Aloud lançaram seu quarto álbum de estúdio em novembro de 2007, chamado Tangled Up. Ele recebeu a certificação de platina no Reino Unido e lançou mais três singles no top 10. O quinto álbum de estúdio do grupo, Out of Control foi lançado em 3 de novembro de 2008, e assim como seu single de estréia, "The Promise", alcançou logo na semana de lançamento o primeiro lugar na parada britânica, no UK Album Chart e UK Singles Chart, respectivamente.

## Álbuns

### Álbuns de estúdio
| 2003                                                                      | Sound of the Underground - Lançamento: 26 de maio de 2003 - Gravadora: Polydor - Formatos: CD, download digital          | 2  | 6  | 53 | —  | 98 | - GBR: Platina - IRL: Platina       |
| 2004                                                                      | What Will the Neighbours Say? - Lançamento: 29 de novembro de 2004 - Gravadora: Polydor - Formatos: CD, download digital | 6  | 12 | —  | 88 | 43 | - GBR: 2× Platina - IRL: 2× Platina |
| 2005                                                                      | Chemistry - Lançamento: 5 de dezembro de 2005 - Gravadora: Polydor - Formatos: CD, download digital                      | 11 | 31 | —  | —  | 71 | - GBR: Platina - IRL: Platina       |
| 2007                                                                      | Tangled Up - Lançamento: 19 de novembro de 2007 - Gravadora: Fascination - Formatos: CD, download digital                | 4  | 25 | —  | —  | 45 | - GBR: Platina - IRL: Ouro          |
| 2008                                                                      | Out of Control - Lançamento: 3 de novembro de 2008 - Gravadora: Fascination - Formatos: CD, download digital             | 1  | 7  | —  | —  | 10 | - GBR: 2× Platina - IRL: 2× Platina |
| "—" mostra que o álbum não marcou posição nas paradas ou não foi lançado. | |    |    |    |    |    |                                     |

### Álbuns de compilação
| Título                                      | Detalhes do álbum                                                                                        | Posição nas paradas | Posição nas paradas | Certificações                                  | Vendas           |
| Título                                      | Detalhes do álbum                                                                                        | GBR                 | IRL                 | Certificações                                  | Vendas           |
| ------------------------------------------- | --- | ------------------- | ------------------- | ---------------------------------------------- | ---------------- |
| The Sound of Girls Aloud: The Greatest Hits | - Lançamento: 29 de outubro de 2006 - Gravadora: Fascination (#FASC010) - Formatos: CD, digital download | 1                   | 9                   | - GBR: 4× Platina - IRL: Platina - UE: Platina | - GBR: 1,200,000 |
| Ten                                         | - Lançamento: 26 de novembro de 2012 - Gravadora: Fascination - Formatos: CD, digital download           | 9                   | 17                  |                                                | - GBR: 156,000   |

### Álbuns ao vivo
| Girls a Live                                                              | - Lançamento: 3 de novembro de 2008 - Gravadora: Fascination (#1790107) - Formato: CD | 29 |
| Out of Control: Live from the O2                                          | - Lançamento: 5 de outubro de 2009 - Gravadora: Fascination - Formato: CD             | —  |
| "—" mostra que o álbum não marcou posição nas paradas ou não foi lançado. |                                                                                       |    |

### Álbuns de remixes
| Título   | Detalhes do álbum                                                                      | GBR |
| -------- | -------------------------------------------------------------------------------------- | --- |
| Mixed Up | - Lançamento: 19 de novembro de 2007 - Gravadora: Fascination (#1753391) - Formato: CD | 56  |

### Box set
| Título          | Detalhes do álbum                                                                       |
| --------------- | --------------------------------------------------------------------------------------- |
| Singles Box Set | - Lançamento: 22 de julho de 2009 - Gravadora: Fascination - Formato: CD single box set |
| The Collection  | - Lançamento: 27 de maio de 2013 - Gravadora: Fascination - Formato: CD single box set  |

## Singles
| 2002                                                    | "Sound of the Underground"      | 1  | 1  | 42 | 31 | —  | 9  | 39 | 25 | Sound of the Underground                       |
| 2003                                                    | "No Good Advice"                | 2  | 2  | —  | —  | —  | 23 | —  | —  | Sound of the Underground                       |
| 2003                                                    | "Life Got Cold"                 | 3  | 2  | —  | —  | —  | —  | —  | —  | Sound of the Underground                       |
| 2003                                                    | "Jump"                          | 2  | 2  | —  | 23 | —  | 7  | 9  | 58 | What Will the Neighbours Say?                  |
| 2004                                                    | "The Show"                      | 2  | 5  | —  | 67 | —  | —  | —  | —  | What Will the Neighbours Say?                  |
| 2004                                                    | "Love Machine"                  | 2  | 9  | —  | —  | —  | 41 | —  | —  | What Will the Neighbours Say?                  |
| 2004                                                    | "I'll Stand by You"             | 1  | 3  | —  | —  | —  | 71 | —  | —  | What Will the Neighbours Say?                  |
| 2005                                                    | "Wake Me Up"                    | 4  | 6  | —  | —  | —  | —  | —  | —  | What Will the Neighbours Say?                  |
| 2005                                                    | "Long Hot Summer"               | 7  | 16 | —  | —  | —  | —  | —  | —  | Chemistry                                      |
| 2005                                                    | "Biology"                       | 4  | 7  | —  | 26 | —  | —  | —  | —  | Chemistry                                      |
| 2005                                                    | "See the Day"                   | 9  | 14 | —  | —  | —  | —  | —  | —  | Chemistry                                      |
| 2006                                                    | "Whole Lotta History"           | 6  | 18 | —  | —  | —  | —  | —  | —  | Chemistry                                      |
| 2006                                                    | "Something Kinda Ooooh"         | 3  | 7  | —  | —  | 40 | —  | —  | —  | The Sound of Girls Aloud (álbum de compilação) |
| 2006                                                    | "I Think We're Alone Now"       | 4  | 11 | —  | —  | 9  | —  | —  | —  | The Sound of Girls Aloud (álbum de compilação) |
| 2007                                                    | "Walk This Way" (com Sugababes) | 1  | 14 | —  | —  | 7  | —  | —  | —  | Sem álbum                                      |
| 2007                                                    | "Sexy! No No No..."             | 5  | 11 | —  | —  | 23 | —  | —  | —  | Tangled Up                                     |
| 2007                                                    | "Call the Shots"                | 3  | 9  | —  | —  | 1  | —  | —  | —  | Tangled Up                                     |
| 2008                                                    | "Can't Speak French"            | 9  | 12 | —  | —  | 7  | —  | —  | —  | Tangled Up                                     |
| 2008                                                    | "The Promise"                   | 1  | 2  | —  | —  | 3  | —  | —  | —  | Out of Control                                 |
| 2009                                                    | "The Loving Kind"               | 10 | 16 | —  | —  | 1  | —  | —  | —  | Out of Control                                 |
| 2009                                                    | "Untouchable"                   | 11 | 19 | —  | —  | 7  | —  | —  | —  | Out of Control                                 |
| 2012                                                    | "Something New"                 | 2  | 4  | —  | —  | —  | —  | —  | —  | Ten                                            |
| 2012                                                    | "Beautiful 'Cause You Love Me"  | 97 | 80 | —  | —  | —  | —  | —  | —  | Ten                                            |
| "—" mostra que o single não marcou posição nas paradas. |                                 |    |    |    |    |    |    |    |    |                                                |

### Outras músicas
| Ano  | Single                   | UK Singles Chart | Álbum                             |
| ---- | ------------------------ | ---------------- | --------------------------------- |
| 2008 | "Theme to St. Trinian's" | 51               | St Trinian's: Original Soundtrack |

## Lados B
| Ano  | Lado B                                             | Single                     |
| ---- | -------------------------------------------------- | -------------------------- |
| 2002 | "Stay Another Day"                                 | "Sound of the Underground" |
| 2003 | "On a Round"                                       | "No Good Advice"           |
| 2003 | "Girls on Film"                                    | "Life Got Cold"            |
| 2003 | "Lights, Music, Camera, Action"                    | "Life Got Cold"            |
| 2003 | "Girls Allowed"                                    | "Jump"                     |
| 2003 | "Grease"                                           | "Jump"                     |
| 2003 | "Love Bomb"                                        | "Jump"                     |
| 2004 | "Androgynous Girls"                                | "Love Machine"             |
| 2004 | "Real Life"                                        | "I'll Stand by You"        |
| 2005 | "History"                                          | "Wake Me Up"               |
| 2005 | "Loving Is Easy"                                   | "Wake Me Up"               |
| 2005 | "Real Life" Live at Hammersmith Apollo             | "Long Hot Summer"          |
| 2005 | "Nobody But You"                                   | "Biology"                  |
| 2005 | "It's Magic"                                       | "See the Day"              |
| 2005 | "I Don't Really Hate You"                          | "See the Day"              |
| 2006 | "Crazy Fool"                                       | "Whole Lotta History"      |
| 2006 | "Teenage Dirtbag" Live at Carling Academy London   | "Whole Lotta History"      |
| 2006 | "The Crazy Life"                                   | "Something Kinda Ooooh"    |
| 2006 | "Models"                                           | "Something Kinda Ooooh"    |
| 2006 | "Why Do It?"                                       | "I Think We're Alone Now"  |
| 2006 | "Jingle Bell Rock"                                 | "I Think We're Alone Now"  |
| 2007 | "Dog Without A Bone"                               | "Sexy! No No No..."        |
| 2007 | "Rehab" Radio One Live Lounge cover                | "Call The Shots"           |
| 2007 | "Blow Your Cover"                                  | "Call The Shots"           |
| 2008 | "Hoxton Heroes"                                    | "Can't Speak French"       |
| 2008 | "Je Ne Parle Pas Français"                         | "Can't Speak French"       |
| 2008 | "With Every Heartbeat" Radio One Live Lounge cover | "Can't Speak French"       |
| 2008 | "She"                                              | "The Promise"              |
| 2008 | "Girl Overboard" Live at the O2                    | "The Promise"              |
| 2009 | "Memory of You"                                    | "The Loving Kind"          |
| 2009 | "It's Your Dynamite"                               | "Untouchable"              |

## Vídeos musicais
| Ano  | Título                         | Diretor(es)            |
| ---- | ------------------------------ | ---------------------- |
| 2002 | "Sound of the Underground"     | Phil Griffin           |
| 2003 | "No Good Advice"               | Phil Griffin           |
| 2003 | "Life Got Cold"                | Phil Griffin           |
| 2003 | "Jump"                         | Katie Bell             |
| 2004 | "The Show"                     | Trudy Bellinger        |
| 2004 | "Love Machine"                 | Stuart Gosling         |
| 2004 | "I'll Stand By You"            | Trudy Bellinger        |
| 2005 | "Wake Me Up"                   | Harvey & Carolyn       |
| 2005 | "Long Hot Summer"              | Max & Dania            |
| 2005 | "Biology"                      | Harvey & Carolyn       |
| 2005 | "See the Day"                  | Harvey & Carolyn       |
| 2006 | "Whole Lotta History"          | Margaret Malandruccolo |
| 2006 | "Something Kinda Ooooh"        | Stuart Gosling         |
| 2006 | "I Think We're Alone Now"      | Alex Hemming           |
| 2007 | "Walk This Way"                | Trudy Bellinger        |
| 2007 | "Sexy! No No No..."            | Trudy Bellinger        |
| 2007 | "Call the Shots"               | Sean de Sparengo       |
| 2007 | "Theme to St. Trinian's"       | Trudy Bellinger        |
| 2008 | "Can't Speak French"           | Petro                  |
| 2008 | "The Promise"                  | Trudy Bellinger        |
| 2008 | "The Loving Kind"              | Trudy Bellinger        |
| 2009 | "Untouchable"                  | Marco Puig             |
| 2012 | "Something New"                | Ray Kay                |
| 2012 | "Beautiful 'Cause You Love Me" | Paul Caslin            |

## Álbuns de vídeo
A primeira aparição em DVD das Girls Aloud foi em Popstars: The Rivals, que inclui imagens das apresentações dos concorrentes nas audições e finais do programa homônimo, além de entrevistas com os juízes e os vinte finalistas. O primeiro lançamento oficial em DVD do grupo foi em 2003, com o single "No Good Advice", seguido pelo Girls on Film, em 2005. Ele apresenta videoclipes promocionais para os oito primeiros singles do grupo, além de performances ao vivo nos programas Top of the Pops, CD:UK e MTV. What Will the Neighbours Say? Live também foi lançado em 2005, gravado no mesmo ano no Hammersmith Apollo, na primeira turnê do grupo. O próximo DVD, de 2006, The Greatest Hits Live from Wembley Arena foi gravado na Wembley Arena, na última noite da turnê Chemistry Tour.gh Em 2007, o DVD Style foi lançado, contendo todos seus videoclipes até então, de "Sound of the Underground" à "Sexy! No No No...", além de dicas de moda e estilo das garotas. A turnê Tangled Up Tour teve seu DVD lançado em 2008, no Tangled Up: Live from The O2 2008, gravado na The O2 Arena. O lançamento do grupo, cujo material foi retirado a partir de filmagens da turnê Out of Control Tour, também gravada na The O2 Arena, foi lançado em 2009, no DVD Out Of Control Live From The O2 2009.
| Ano  | Detalhes |
| ---- | --- |
| 2002 | Popstars: The Rivals - Lançamento: 7 de dezembro de 2002 - Gravadora: 2 Entertain - Formato: DVD                                                                                        |
| 2005 | Girls on Film - Lançamento: 13 de junho de 2005 - Gravadora: Polydor, Universal - Formato: DVD                                                                                          |
| 2005 | What Will the Neighbours Say? Live in Concert - Lançamento: 7 de novembro de 2005 - Gravadora: Polydor, Universal - Formato: DVD                                                        |
| 2006 | Girls Aloud: Off the Record - Lançamento: 28 de agosto de 2006 - Gravadora: Channel 4, Universal - Formato: DVD                                                                         |
| 2006 | Girls Aloud: The Greatest Hits Live from Wembley Arena - Lançamento: 13 November 2006 - Gravadora: Polydor, Universal - Formato: DVD - Ouro BPI                                         |
| 2007 | Style - Lançamento: 12 de novembro de 2007 - Gravadora: Polydor, Universal - Formato: DVD                                                                                               |
| 2008 | Ghosthunting With... Girls Aloud - Lançamento: 6 de outubro de 2008 - Gravadora: Antix Productions, ITV - Formato: DVD                                                                  |
| 2008 | Tangled Up: Live from The O2 2008 - Lançamento: 27 de outubro de 2008 - Gravadora: Polydor, Universal - Formato: DVD, Blu-ray Disc - Ouro BPI                                           |
| 2009 | Out of Control Live from The O2 2009 - Lançamento: 5 de outubro de 2009 - Gravadora: Polydor, Universal - Formato: DVD, Blu-ray - Ouro BPI                                              |
| 2012 | Ten – The Videos - Lançamento: 26 de novembro de 2012 - Gravadora: Polydor, Universal - Formato: DVD - Contém 15 vídeoclipes das canções que estão na edição standard da coletânea Ten. |

## Outros lançamentos
Estas canções não foram lançadas em nenhum álbum de estúdio das Girls Aloud.
| Ano  | Canção                          | Álbum/Single                      | Observações                                                                                 |
| ---- | ------------------------------- | --------------------------------- | ------------------------------------------------------------------------------------------- |
| 2003 | "Hopelessly Devoted to You"     | Greasemania                       | - Originalmente gravada por Olivia Newton-John                                              |
| 2003 | "Grease" (Beatmasters remix)    | Greasemania                       | - Originalmente gravada por Frankie Valli                                                   |
| 2004 | "I'm Every Woman"               | Discomania                        | - Originalmente gravada por Chaka Khan                                                      |
| 2006 | "Love Machine"                  | Popjustice: 100% Solid Pop Music  | - Versão demo                                                                               |
| 2006 | "Biology"                       | Popjustice: 100% Solid Pop Music  | - Tony Lamezma remix                                                                        |
| 2007 | "Walk This Way" (com Sugababes) | "Walk This Way" – Single          | - Single beneficente para o Comic Relief - Originalmente gravada por Run-D.M.C. e Aerosmith |
| 2007 | "Teenage Dirtbag"               | Radio 1 Established 1967          | - Originalmente gravada por Wheatus                                                         |
| 2007 | "Sound and Vision"              | Radio 1 Established 1967          | - Originalmente gravada por David Bowie - Vocal de apoio para Franz Ferdinand               |
| 2007 | "Theme to St. Trinian's"        | St Trinian's: Original Soundtrack | - Gravada especialmente para a trilha do filme                                              |
| 2007 | "On My Way to Satisfaction"     | St Trinian's: Original Soundtrack | - Gravada especialmente para a trilha do filme                                              |
| 2008 | "With Every Heartbeat"          | Radio 1's Live Lounge – Volume 3  | - Originalmente gravada por Robyn                                                           |

## Canções não lançadas
Essas canções foram gravadas pelas Girls Aloud, mas não chegaram a ser lançadas.
- "Shame" (Hannah Robinson, Andrew Watkins, Paul Wilson)[40]
- "Sorry" (Alana Hood, John McLaughlin, Sarah Osuji, Stephen Robson, Hannah Thompson)[41]
- "Where Did the Love Go" (Girls Aloud, Brian Higgins)[42]
- "Red Raw" (Miranda Cooper, Brian Higgins, Tim Powell, Yusra Marue, Girls Aloud) [43]
- "Wicked Game" (Chris Isaak)[44]